# Wolfgang Meisenheimer
Wolfgang Meisenheimer (* 25. Februar 1933 in Düren) ist ein deutscher Architekt, Hochschullehrer und Autor.

## Werdegang
Meisenheimer, als Sohn des Rektors Josef Meisenheimer geboren, machte 1952 das Abitur am Naturwissenschaftlichen Gymnasium Düren. Von 1952 bis 1958 studierte er an der RWTH Aachen. Nach dem Diplom war er von 1959 bis 1961 Mitarbeiter von Hans Schwippert, bei dem er 1964 mit der Dissertation Der Raum der Architektur, Strukturen, Gestalten, Begriffe zum Doktor-Ingenieur promovierte. Seitdem ist er selbständiger Architekt in Düren. Von 1978 bis 1998 war er Professor an der Fachhochschule Düsseldorf für das Lehrgebiet Grundlagen des Entwerfens. Dort war er auch neun Jahre Dekan des Fachbereiches Architektur. Meisenheimer war Gründer der Zeitschrift ad und zehn Jahre Mitherausgeber der Zeitschrift Daidalos. Er fertigte wissenschaftliche Arbeiten zu Grundphänomenen der Architektur (insbesondere Raum- und Zeit-Strukturen). Hierzu hält er regelmäßig Seminare ab.
Wolfgang Meisenheimer ist Gründer und Leiter der Akademie des Deutschen Werkbundes Nordrhein-Westfalen. Er ist Mitglied des Ehrenvorstandes.

## Veröffentlichungen
- 1964: Der Raum in der Architektur. Dissertation TH Aachen (Digitalisat)
- 1979: Figuren. Bauten. Plastiken. Zeichnungen. 1968-1978.
- 1988: Raumstrukturen
- 1999: Choreografie des architektonischen Raumes (Digitalisat)
- 2004: Das Denken des Leibes und der architektonische Raum (Digitalisat)
- 2010: Der Rand der Kreativität
- 2010: Schattengespräche
- 2023: Meine sieben Wege zur Baukunst. Gedankenfiguren eines Architekten

Meisenheimers Bücher dokumentieren eine neuartige Entwurfs-Theorie. Sie orientiert sich an phänomenologischer Philosophie im Sinne von Maurice Merleau-Ponty, Gernot Böhme, Hermann Schmitz’ Neuer Phänomenologie und eigenen Wahrnehmungs- und Bewegungsstudien im Raumlabor, das Meisenheimer 1976 an der Fachhochschule Düsseldorf gründete und auch an der TU Wien betrieb.
Es wurden objektive und subjektive Parameter unterschieden und aufeinander bezogen: materielle Eigenschaften der gebauten Dinge (Formen, Funktionen, Technisches) einerseits und Formen des subjektiven Erlebens, typische Wahrnehmungssituationen, Erinnerung andererseits.

## Bauten
- 1957–1959: Atelierhaus für die Eltern in Üdingen, Eifel[3]
- 1968–1969: Totenhalle in Merken
- 1968–1971: Haus Buschbell in Kreuzau – Friedenau
- 1969–1970: Kaufmännische Berufsschulen und Wohnhausbebauung in Düren, Im Eschfeld[4]
- 1969–1971: Haus Meisenheimer in Düren
- 1969: Haus Jochims in Düren – Rölsdorf
- 1973–1977: Haus Renker in Langenbroich
- 1974–1975: Haus Rottland, später Haus Wolfgang Pehnt in Weiden (Köln)
- 1980–1986: Evangelisches Gemeindezentrum in Düren
- 1987–1988: Haus Brinkhaus in Recklinghausen
- 2001: Atelierhaus für den KulturForum Europa e. V. in Jakobwüllesheim[5]

Zu vielen seiner Bauten hat Wolfgang Meisenheimer Skulpturen, Reliefs etc. im Material des jeweiligen Bauwerks zugefügt.